# Pătrunjel
Pătrunjelul (Petroselinum crispum) este o plantă erbacee legumicolă, cu tulpina înaltă, cultivată pentru rădăcina pivotantă, albă și pentru frunzele ei aromate, întrebuințate în alimentație și în medicina populară. Poartă și denumirile de găgăuț, pătlăgele (pl.), pătrunjică sau petersil.
Grecii antici considerau că această plantă unește lumea viilor cu cea a morților.